# Balep korkun
Balep korkun is een Tibetaanse broodsoort die gegeten wordt in Centraal-Tibet. Het is dun, rond en relatief gemakkelijk te maken. De basis bestaat uit meel, water en wat bakpoeder (of gist).
Voor een eenvoudige versie van balep korkun wordt de meel gemengd door er geleidelijk aan water bij te druppelen. Het geheel wordt gekneed totdat er een soepele bal van meel ontstaat. Hierna wordt de bal in meerdere stukken verdeeld en in kleinere balletjes, die een kwartier tot twintig minuten in een pot met een deksel worden bewaard. Daarna worden de ballen op een platte ondergrond uitgerold en platgemaakt. De broden worden een kwartier verwarmd in een koekenpan met olie op een gemiddelde temperatuur, waarbij de broden elke vier à vijf minuten worden omgekeerd.

## Ingrediënten
- 2 koppen meel
- 1 kop water
- 1 lepel bakpoeder of gist